# Conotrachelus
Conotrachelus – rodzaj chrząszczy z rodziny ryjkowcowatych.

## Zasięg występowania
Conotrachelus obejmuje gatunki występujące w Nowym Świecie od Kanady na płn. po Argentynę i Boliwię na płd.

## Biologia i ekologia
Przedstawiciele tego rodzaju żerują na rozmaitych gatunkach roślin.

## Gatunki
Do rodzaju Conotrachelus zalicza się ponad 1000 gatunków.